# Hassaniyya arapski
Hassānīya arapski (hasanya, hasanya arapski, hassani, hassaniya, klem el bithan, hassaniyya; ISO 639-3: mey), jedan od arapskih jezika koji se govori u pustinjskim područjima zapadne saharske Afrike. Od 3 123 190 govornika, većina od 2 770 000 (2006.) živi u Mauritaniji, a ostali u Maliju (106 000; 1991.), Nigeru (10 000; 1998.), Maroku (40 000; 1995.), Senegalu (7190; 2006.) i Zapadnoj Sahari.
Etnički Hassaniyya Arapi porijeklom su od plemena Beni Ḥassān koji su arabizirali tamošnje Berbere čije potomke danas nazivaju Maurima, a dalje se međusobno razlikuju crni Mauri Haratin (Harratin, Haratine) i bijeli Beydan ili Bithan. 
Hassaniyya arapski službeni je jezik u Zapadnoj Sahari i Senegalu, a u Maliju je nacionalni.

## Vanjske poveznice
- Ethnologue (14th)
- Ethnologue (15th)
- The Hassaniyya Language